# WOW (álbum de Nerea Rodríguez)
WOW es el título del primer álbum de estudio de la cantautora española Nerea Rodríguez. Fue lanzado el 7 de febrero de 2025 y contiene un total de 11 canciones.

## Antecedentes
Tras terminar la gira de Operación Triunfo 2017, comenzó la carrera en solitario de Nerea Rodríguez. Tras la salida de Doble o Nada, su primer EP, Nerea en 2024 anunció la salida de su primer álbum «WOW» 
A principios de 2024 se anuncia la salida de «WOW», el álbum en el que la artista ha estado trabajando desde 2023, vería la luz a principios de 2025. Unos meses más tarde, en enero de 2025, se anuncia la salida definitiva del álbum para el 7de agosto de 2025. Según la propia artista, el álbum es un recopilatorio que narra la etapa vivida desde su salida de Operación Triunfo 2017 hasta la publicación del disco.
El 8 de febrero de 2025, Nerea firmó discos en la tienda Marilian's Records.

## Promoción

### Sencillos
«Los recuerdos» es el primer sencillo, lanzado el 26 de marzo de 2021. La canción que formó parte de su primer EP, fue finalmente añadida en el álbum. «Señales» es el segundo sencillo, lanzado el 9 de febrero de 2022. La canción fue compuesta por ella misma y habla sobre el enamoramiento. 
«Malibú» es el tercer sencillo, lanzado el 30 de junio de 2022. Canción compuesta en la ciudad estadounidense de Malibú acompañada de un vídeo en la misma ciudad, donde habla de una relación a distancia, en referencia a la suya con su exnovio, Hektor Mass.
«Por Primera Vez» es el cuarto sencillo, lanzado el 20 de enero de 2023, su introducción a un tono más roquero en su carrera, esa misma línea siguió con su sexto y octavo singles, «QEEC» y «Malibú 2.0»; en el primero habla de los celos y en el segundo junto con Angy Fernández reversiona su éxito Malibú. Su noveno single fue «Amores de verano», junto con el también triunfito, Hugo Cobo el 31 de enero de 2025.

## Lista de canciones
| WOW   |                                    |                                                          |                         |          |  |
| N.º   | Título                             | Escritor(es)                                             | Productor(es)           | Duración |  |
| 1.    | «Por primera vez»                  | Nerea Rodríguez, Natalia Neva, Jonathan Burt             | Fernando Boix           | 2:17     |  |
| 2.    | «Tú y Yo»                          | Nerea Rodríguez, Guillem Vila                            | Guillem Vila            | 2:54     |  |
| 3.    | «Señales»                          | Nerea Rodríguez, Manu Chalud, Carlos Almazán             | Tato Latorre            | 3:20     |  |
| 4.    | «WOW»                              | Jonathan Burt, Natalia Neva, Nerea Rodríguez             | Jonathan Burt           | 2:41     |  |
| 5.    | «Todo mal»                         | Chechu Aurrecoechea, Nerea Rodríguez                     | Fernando Boix           | 2:41     |  |
| 6.    | «Malibú»                           | Jonathan Burt, Natalia Neva, Nerea Rodríguez             | Fernando Boix           | 2:32     |  |
| 7.    | «Los recuerdos»                    | David Otero, Leroy Sánchez, Nerea Rodríguez              | Lalo Latorre            | 3:07     |  |
| 8.    | «Amores de verano» (con Hugo Cobo) | Nerea Rodríguez, Hugo Cobo, Luis Fronchoso, Xurxo Trillo | Fernando Boix           | 2:23     |  |
| 9.    | «QUEEC»                            | Nerea Rodríguez, Pepe Bernabé, Joaquín Martínez          | Pepe Bernabé, Karvel    | 2:30     |  |
| 10.   | «Malibú 2.0» (con Angy Fernández)  | Jonathan Burt, Natalia Neva, Nerea Rodríguez             | Fernando Boix           | 2:32     |  |
| 11.   | «Por ahí bailando»                 | Nerea Rodríguez, Roger Argemí                            | Roger Argemí, Uri Plana | 2:49     |  |
| 29:39 |                                    |                                                          |                         |          |  |

## Personal
Vocales
- Nerea Rodríguez – voz principal
- Hugo Cobo – voz principal (pista 8)
- Angy Fernández – voz principal (pista 10)

Producción
- Fernando Boix – producción (pistas 1, 5-6, 10)
- Guillem Vila – producción (pista 2)
- Tato Latorre – producción (pistas 3-7)
- Jonathan Burt – producción (pista 4)
- Pepe Bernabé – producción (pistas 9)
- Karvel – producción (pista 9)
- Roger Argemí– producción (pista 11)
- Uri Plana– producción (pista 11)